# Парафіза

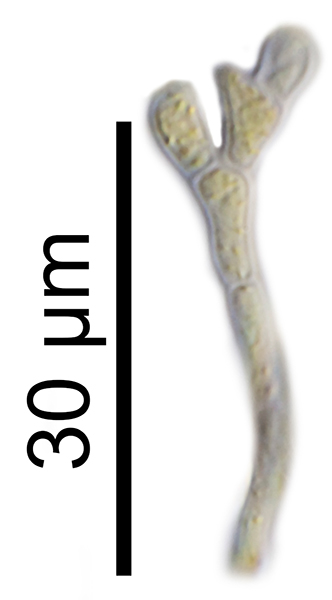
парафіза Caloplaca holocarpa (Hoffm. ex Ach.) в розчині гідроксиду калію

Парафіза (від пара … і грец. phýsis — виникнення, зростання), багатоклітинні нитки або одиночні клітини, що розвиваються серед статевих або спороносних органів в деяких бурих водоростей, у більшості базидіових і сумчастих грибів, а також в мохів. Парафізи оберігають ці органи від механічних пошкоджень і висихання.

## Парафізи у грибів
Парафізи - стерильні утвори, що знаходяться в гіменіальному шарі грибів Є інтераскальними, тобто розташованими між асками, гіфами. Вони виникають в основі тецію, і ростуть вгору. Зазвичай вони неанастомозовані і нерозгалужені. Для грибів з аскогіменіальним типом онтогенезу вони є характерними, а у асколокулярних грибів зустрічаються лише як виняток. У базидіомікотових парафізи відокремлюють базидії одну від одної та не дають базидіоспорам злипатись.